# Damien-Marie Saintourens
Pierre-Auguste Marie Saintourens (Marmande, 13 de Maio de 1835 — Canadá, 26 de Setembro de 1920) foi um religioso francês.
Nasceu numa família católica, na cidade de no sudoeste de França. Foi ordenado sacerdote em 2 de Junho de 1860, em Agen e tornou-se pároco de St. Victor em Julho de 1862. Desejoso de se tornar missionário, iniciou o noviciado na Ordem dos Pregadores em Outubro de 1868, adoptando o nome de Damien-Marie.
Grande devoto do Rosário Perpétuo, decide dedicar sua vida à sua divulgação. Chegado aos EUA em 1868, pregou em diversas cidades da América do Norte e das Caraíbas, nomeadamente Nova Orleans, Boston, Nova Iorque, Quebeque, Vancouver, Cuba e Índias Ocidentais.
A 20 de Maio de 1880, na cidade francesa de Calais fundou a primeira comunidade de monjas dominicanas inteiramente dedicas ao Rosário Perpétuo, tendo posteriormente sido tansferidas para a Bélgica. No ano seguinte, uma segunda comunidade foi fundada em Union City, Nova Jérsei, seguidas de várias outras nos EUA, Filipinas, Japão e na Europa.
Em Portugal foi criada uma destas comunidades, o Mosteiro Pio XII, inaugurado a 16 de Junho de 1954, em Fátima.